# Comicis romans
Els comicis (en llatí comitia) eren les votacions assembleàries on es prenien les decisions a l'antiga Roma. Segons la concepció que es tenia a l'època dels reis de Roma, tot el poder el tenia en última instància l'assemblea dels ciutadans. Si delegava el poder al rei i li jurava obediència es limitava aquesta autoritat suprema del poble, i segons l'esperit de la constitució, tota innovació en la pràctica o canvi en qualsevol llei vigent requeria el consentiment dels ciutadans. Tota proposta (rogatio) l'havia de presentar al poble el mateix rei i ningú no podia discutir-la, sinó només aquells a qui el rei donava permís. El poble aprovava o rebutjava la proposta en una votació.

## Història
El comicis més antics són els Comitia Calata, convocats pel rei per solemnitzar certs actes religiosos. El comicis polítics eren aquells en els que votava la població organitzada en Cúries (inicialment una cúria eren deu gens). Es convocaven el 24 de març i 24 de maig i quan el rei ho veia convenient. Decidien sobre l'elecció de monarca, sobre assumptes polítics importants i sobre la concessió del dret de ciutadania. El convocant presentava una proposta i els ciutadans de la cúria que hi tenien dret (probablement un vot per cada pare de família) la votaven. Cada Cúria era un vot i es precisava el de 16 cúries (d'un total de 30) per a l'aprovació de la proposta.
El primer pas cap a la reforma d'aquesta constitució primitiva la dur a terme Servi Tul·li. Pel que se sap, es va produir quan la comunitat romana va superar els seus límits anteriors i el seu territori va incorporar el que havia pertangut a l'estat veí d'Alba Longa. Aquest canvi tenia per objectiu incorporar els propietaris de terres del territori romà a les files de l'exèrcit, de manera que el servei militar no recaigués, com fins aquell moment, únicament sobre els ciutadans de Roma. Tots els membres de l'estat van ser classificats segons la propietat que posseïen, i aquesta classificació es va convertir en la base de l'organització militar de l'estat. Però a poc a poc l'assemblea de ciutadans va adquirir poders importants i, de fet, va passar a ser considerada la representació dels ciutadans.
Els plebeus van ser admesos a participar en les assemblees populars, però amb moltes restriccions, ja que el poder el tenien els ciutadans més rics, els patricis. Després de diversos enfrontaments entre les dues classes socials, l'any 495 aC es van crear els Tribuns de la plebs.
Per aquesta època es va dividir el territori romà en quatre tribus segons la divisió que va fer Servi Tul·li, que va ser substituïda més tard per la creació de vint tribus, quatre pertanyents a la ciutat i setze als districtes del camp. Però l'assemblea que presidien els tribuns encara es reunia en curies, on la votació es feia pels caps de família, cosa que donava gran poder a les famílies més benestants, ja que tots els seus clients tenien dret a vot. Per la llei Publilia Laetoria aprovada l'any 471 aC va introduir un canvi important. S'hi va afegir una tribu més, la tribu Crustumina, que va prendre el nom de Crustumerium, el lloc on la plebs per secessió va guanyar el dret a una organització independent. Aquesta tribu es va incorporar per tal d'excloure la possibilitat d'un empat en els vots. ses d'aquell moment, les assemblees es van celebrar no per curies, sinó per tribus. Però la formació de les tribus es feia a partir de la possessió de la terra, en petita o en gran quantitat. Ningú no podia votar, només els propietaris lliures, i els clients en van quedar exclosos. L'assemblea de les tribus es va convertir en una assemblea on el gran terratinent no tenia més pes en el vot que el seu veí més pobre.
Es van donar, doncs, dins del primer mig segle de la República Romana. tres assemblees populars diferents.

## Comicis Curiats
Sota els reis aquesta era l'única assemblea del poble. Sempre la presidia el rei en persona. Sota la república el magistrat que la presidia era cònsol, pretor o dictador, segons diu Titus Livi. Els ciutadans eren convocats per un lictor, diu Aulus Gel·li, Els vots es feien per curies. La majoria de vots individuals determinaven el vot de la cúria. No se sap què es feia en el cas d'empat de vots, un resultat possible amb un nombre parell de curies. Els vots de les curies es feien de forma simultània, però es decidia per sorteig en quin ordre s'havien d'anunciar les votacions. Les reunions de les curies es feien sempre al comitium.
Les votacions en el Comicis Curiats eren igualitàries. Cada pare de família tenia un vot. L'admissió dels plebeus havia donat la majoria a les capes humils. Per això les reformes van tendir a treure poders a aquestes Assemblees a favor del Comicis Centuriats, on no era preponderant la influència de la noblesa o patriciat, però si dels rics, i on es votava per centúries (cada centúria un vot); al votar primer les sis centúries de cavallers (de famílies distingides), decidien gairebé sempre la votació. Les centúries de cavallers i les de primera classe reunien la majoria. A més totes les votacions del Comicis Centuriats havien de ser ratificades per l'Assemblea de Patricis.
Les Assemblees o Comicis Curiats van conservar algunes funcions en la seva majoria només formals:
1. Actes formals o que interessaven només a particulars, com ara les adopcions, i també per admetre a les curies nous membres estrangers o plebeus.
2. Rebre juraments de fidelitat de cònsols i dictadors. Fins que no es feia, cap magistrat podia prendre possessió del seu càrrec, i no tenia tots els seus privilegis. En els darrers temps de la República es va convertir en una mera fórmula. Les curies estaven representats per trenta lictors que es reunien en presència de tres àugurs per donar els vots necessari. Aquestes reunions atreien tan poc l'interès que els tres àugurs declaraven haver estat presents a l'aprovació d'una lex curiata, encara que no s'hagués celebrat cap reunió de les cúries.
3. Autoritzacions per les transferències de propietats dels testaments després de la mort del testador i per l'adrogació (adopció d’algú no subjecte a la pàtria potestat).

Algunes de les assemblees per cúries tenien només una funció formal. Es coneixien com a Comitia calata (de calatio, 'convocatòria'), i els convocaven tres pontífexs. Les reunions es feien al Capitoli, i servien per testificar la redacció dels testaments. Es convocaven dues vegades a l'any, tot i que aviat va caure en desús. També es nomenaven els nous flamines i els rex sacrorum, i s'escoltava als pontífex que explicaven les calendes de cada més, en quins dies queien els idus i les nones, i quins serien els dies fastos i nefastos.
L'entrada dels plebeus (és a dir no ciutadans) en les Cúries, els concedia alguns drets de ciutadania, però no eren elegibles per a funcions civils o sacerdotals, ni tenien dret a les terres comunals de pastures. Es va permetre als plebeus assumir els càrrecs militars, i se'ls van reservar llocs al senat, a més de permetre el seu vot en el Comicis Curials (vot que va perdre la seva importància, tal com hem vist, al perdre atribucions els esmentats comicis). Però existia fins i tot una gran diferència entre ciutadans patricis i no ciutadans plebeus i la prohibició de matrimonis entre les dues classes es va mantenir.
Des de mitjans del segle v aC, la noblesa va començar a practicar accions fraudulentes: per assegurar el triomf d'un patrici en una votació presentaven diversos candidats plebeus (dividint entre ells el vot plebeu); s'impedia amb coaccions o altres mitjans, la presentació de candidats plebeus populars que poguessin fer ombra a un candidat patrici; i si tot fracassava s'anul·laven el comicis pels sacerdots, al·legant-se alguna infracció religiosa.

## Comicis Centuriats
En la legislació atribuïda a Servi Tul·li, els ciutadans romans estaven dividit en cinc classes en funció de les seves possessions, i en 193 centuriae (λόχοι, 'companyia') o vots. Les assemblees on el poble donava els seu vot eren anomenades comitia centuriata. Però els ciutadans pobres havien d'assumir el seu paper en el servei militar, però no podien exercir cap influència en els afers públics, perquè les classes més adinerades votaven primer, i si es posaven d'acord entre ells, formaven la majoria abans que les classes més pobres poguessin exercir el vot. La ciutadania era considerada un exèrcit (exercitus, o, segons el terme més antic, classis), i estava dividida en dues parts: la cavalleria (equites) i la infanteria. (pedites), però no s'ha de suposar que el poble es reunia armat. La infanteria estava dividida en cinc classes, o, com diu Dionís d'Halicarnàs, en sis classes, perquè considerava una sisena classe el conjunt de les persones que no tenien prou propietats com per ser considerades de la cinquena classe. La classe a la qual pertanyia un ciutadà, determinava el tributum, o impost de guerra, que havia de pagar, i el tipus de servei que havia de fer a l'exèrcit i el tipus d'armament què havia de portar, segons les disposicions militars de Servi Tul·li. Però per la necessitat de votar als comicis, cada classe es va subdividir en un nombre de centúries (centuriae, probablement perquè cadascuna va estar formada per 100 homes, encara que el nombre devia ser variable). Cada centúria tenia un vot, de manera que una classe tenia tants vots com centúries. De la mateixa manera, els equites es dividien en un determinat nombre de centúries o vots.
D'aquesta manera tots els ciutadans romans, patricis i plebeus, que tenien una propietat, tenien el privilegi de participar i votar comicis centuriats, i ningú n'era exclòs excepte els esclaus, els peregrinii, les dones i els aerarii. S'anomenaven juniors tots homes des dels disset anys fins als quaranta-sis; i majors a partir de quaranta-sis anys. L'ordre de votació estava prevista de tal manera, que si hi havia acord entre les divuit centúries dels equites i les vuitanta de la primera classe, el tema estava resolt al moment, sense necessitat de convocar les altres classes per votar. Per tant, encara que tots els ciutadans romans en teoria votaven en aquests comicis en condicions d'igualtat, el poder més gran estava en mans dels rics.
A les Assemblees o Comicis Centuriats van correspondre les funcions més importants que abans havien tingut els comicis curiats:
1. L'elecció dels cònsols (comitia consularia) i els pretors (comitia praetoria), els tribuns militars amb poder consular, els censors i els decemvirs i després també altres magistrats, encara que algun temps més endavant, l'elecció dels qüestors, edils i altres magistrats inferiors va passar als comicis tribunats. En casos extraordinaris també s'elegien els procònsols.
2. L'admissió o rebuig de les lleis. L'assemblea només podia acceptar o denegar la proposta que enviava el magistrat en forma de senatusconsultum. Quan s'aprovava passava a ser llei. La primera llei coneguda acceptada per aquest procediment va ser la Lex Valeria de provocatione, de l'any 449 aC, que establia que no podria existir cap magistrat les decisions del qual no poguessin ser apel·lades pel poble. Les Lleis de les dotze taules també van ser sancionades pels comicis centuriats.
3. Les declaracions de guerra i l'aprovació d'acords de pau, que també s'establien a partir d'un senatusconsultum
4. Les apel·lacions en causes criminals. Els comicis centuriats eren el màxim tribunal d'apel·lació. També jutjaven els crims comesos contra l'estat, com ara els casos de Perduellio i Majestas.

Els comicis es reunien habitualment al Camp de Mart. El president dels comicis era el mateix magistrat que els convocava, un privilegi dels cònsols, i en algunes circumstàncies, dels pretors. També podien convocar i presidir els comicis un interrex o un dictador, o el seu representant, el magister equitum. Els comicis per a les eleccions tenien lloc cada any en un període determinat, però depenia del senat i dels cònsols si volien que les eleccions es fessin abans o més tard del que és habitual. Amb el pas del temps aquestes assemblees es van convertir en un simple tràmit, i per resoldre-ho els magistrats es van veure obligats a donar la seva sanció abans de presentar les lleis als comicis. L'any 339 aC es va aprovar la llei Publilia de legibus que dictaminava que el senat havia d'autoritzar la votació d'una llei abans de ser presentada al poble.
El comicis centuriats es van reorganitzar l'any 141 aC, distribuint-se en les següents classes:
1. Els cavallers, bàsicament de la noblesa patrícia o plebea.
2. la primera classe, amb un cens de però de cent mil asos o quaranta mil sestercis.
3. la segona classe, amb un cens de més de setanta-cinc mil asos.
4. la tercera classe, amb un cens de però de cinquanta mil asos.
5. la quarta classe, amb un cens de però de vint-i-cinc mil asos.
6. la cinquena classe amb un cens de però d'onze mil asos.

Ja hem vist que els vots dels cavallers i la primera classe donaven la majoria. Els asos a què es fa referència eren del tipus anomenat petit (1 as petit = 1,10 en diners; 1 as gran = 1/5 en diners), encara que al principi va usar-se el patró de l'as gran. No obstant això els cavallers van perdre el dret a votar els primers, que va passar a una de les tres primeres classes a determinar per sorteig. Els emancipats van obtenir el dret al vot, però com eren massa nombrosos i afluïen de llocs molt diversos, més tard el van perdre.

## Els comicis tribunats (comitia tributa)
Des dels primers temps, els patricis estaven inclosos a les tribus, i que diverses d'elles portaven els noms de famílies patrícies. Però els ciutadans que no tenien propietats no estaven inclosos en una divisió basada en la propietat de la terra, i en els primers temps no hi podia haver comicis tribunats, ja que era essencial que tots els ciutadans tinguessin el dret de participar. Però quan els censors Api Claudi Cec (312 aC) i Quint Fabi Màxim Rul·lià (304 aC) van incloure els ciutadans sense terra en una de les quatre tribus de la ciutat de Roma, es va poder celebrar comitia tributa d'acord amb els principis del dret públic romà. Els primers comicis tribunats, una assemblea de patricis i plebeus, van aprovar l'any 443 aC l'elecció de qüestors, en una assemblea presidida per un cònsol. L'any 367 aC es va adoptar el mateix procediment en el cas dels edils curuls, i posteriorment a l'elecció de funcionaris menors ordinaris o extraordinaris. El 362 aC es van elegir els tribuns militars. Els comitia tributa eren coneguts com a comitia leviora (comicis de poc pes) i els auspicis que es prenien abans de celebrar-se eren auspicia minora. Els magistrats elegits per aquests comicis eren magistratus minores, regulars o extraordinaris, els qüestors i els edils curuls.
En el Comicis per tribus votaven tots els ciutadans romans i els ingenus) i els domiciliats, mentre que els no domiciliats i els emancipats, inclosos en quatre tribus (d'un total de 35) no comptaven en les deliberacions.
- Vegeu també: Plebiscit romà, Roma (Regne i República)

## Els comicis a l'Imperi
La decadència del comicis amb l'Imperi s'accentua. Primer van ser privats per Juli Cèsar del dret a votar la guerra i la pau. Més tard August va permetre als ciutadans residents fora de Roma que enviessin els seus vots per escrit, cosa que va fer augmentar la indiferència per assistir al comicis. També August els va privar d'atribucions judicials. Amb Tiberi van perdre la facultat d'elegir magistrats que va passar a l'Emperador o al Senat. Les eleccions que van conservar el comicis eren només ratificacions del candidat imperial.
Probablement fins a la seva extinció van conservar la facultat legislativa (encara que sembla que Tiberi els va privar també d'aquest dret), però la falta de concurrència o el costum de votar les propostes presentades o avalades per l'Emperador, van fer que aquest pogués legislar per ell sol, i amb el temps va deixar de consultar-se al comicis per a les lleis.
A principis del segle iii el Comicis van deixar de celebrar-se, ni tan sols formalment.
Els Comicis centuriats (que dividien el poble en classes) van desaparèixer els primers (al decaure la divisió per classes de la població) i posteriorment van desaparèixer el comicis tribunats.